# Петров, Яков Сергеевич
Я́ков Серге́евич Петро́в (род. 16 мая 1983) — российский легкоатлет, специалист по барьерному бегу. Выступал на профессиональном уровне в 2001—2011 годах, победитель и призёр первенств всероссийского значения, участник ряда крупных международных стартов, в том числе чемпионата Европы в помещении в Бирмингеме и Всемирной Универсиады в Измире. Представлял Свердловскую область. Мастер спорта России.

## Биография
Яков Петров родился 16 мая 1983 года.
Занимался лёгкой атлетикой под руководством тренеров Р. Б. Табабилова, Н. В. Жуковой, А. В. Жукова.
Впервые заявил о себе в сезоне 2001 года, когда в беге на 110 метров с барьерами выиграл бронзовую медаль на чемпионате России среди юниоров в Казани.
В 2002 году в 60-метровом барьерном беге получил серебро на Мемориале Эдуарда Григоряна в Москве, в дисциплине 110 метров с барьерами одержал победу на юниорском всероссийском первенстве в Казани.
В 2003 году на чемпионате России в Туле финишировал пятым в беге на 110 метров с барьерами и с командой Свердловской области завоевал серебряную награду в эстафете 4 × 100 метров.
В 2004 году победил на молодёжном всероссийском первенстве в Чебоксарах, был четвёртым на чемпионате России в Туле.
На чемпионате России 2005 года в Туле выиграл серебряную медаль в 110-метровом барьерном беге. Будучи студентом, представлял страну на Всемирной Универсиаде в Измире, где в той же дисциплине дошёл до стадии полуфиналов.
В 2006 году в беге на 60 метров с барьерами стал серебряным призёром на зимнем чемпионате России в Москве, занял восьмое место на Кубке Европы в помещении в Льевене. На летнем чемпионате России в Туле взял бронзу в беге на 110 метров с барьерами.
В 2007 году в барьерном беге на 60 метров получил серебро на зимнем чемпионате России в помещении в Волгограде. Благодаря этому успешному выступлению удостоился права защищать честь страны на чемпионате Европы в помещении в Бирмингеме — на предварительном квалификационном этапе показал результат 8,01 и в полуфинал не вышел. На летнем чемпионате России в Туле был восьмым.
В 2008 году помимо прочего выиграл бронзовую медаль на Мемориале братьев Знаменских в Жуковском, принимал участие в международных турнирах в Финляндии, Германии, Франции.
В 2009 году стал шестым на зимнем чемпионате России в Москве, взял бронзу на Кубке России в Туле.
На чемпионате России 2010 года в Саранске занял седьмое место в беге на 110 метров с барьерами.
Завершил спортивную карьеру по окончании сезона 2011 года.
В 2012 году занял должность директора Центра спортивной подготовки спортивных сборных команд Свердловской области.